# Гибе
Гибе (словац. Hybe) — село, громада округу Ліптовський Мікулаш, Жилінський край, регіон Ліптов. Кадастрова площа громади — 52,82 км².
Населення 1467 осіб (станом на 31 грудня 2018 року).

## Історія
Гибе згадується 1239 року.

## Географія
Протікає Глибокий потік. Неподалік розташована природоохоронна територія Гибицька ущелина.

## Населення
| Рік:            | 1994. | 2004.   | 2014.   | 2024.   |
| --------------- | ----- | ------- | ------- | ------- |
| Кількість осіб: | 1678  | 1602    | 1489    | 1457    |
| Різниця:        |       | -4,52 % | -7,05 % | -2,14 % |

| Рік:            | 2023. | 2024.   |
| --------------- | ----- | ------- |
| Кількість осіб: | 1464  | 1457    |
| Різниця:        |       | -0,47 % |